# Petrogale inornata
Petrogale inornata es una especie de marsupial diprotodonto de la familia Macropodidae propio del noreste de Queensland, Australia. Es más claro que las otras especies de su género y tiene una coloración más uniforme, lo que le da su nombre científico.

## Distribución
P. inornata está distribuido discontinuamente en zonas de costa desde Rockhampton hasta cerca de Townsville, ambas en Queensland. Su zona de distribución cubre la de Petrogale persephone, la única especie de ualabí rupestre que no está relacionada estrechamente con sus vecinos. Los cruces interespecíficos son una amenaza importante para esta última.
La especie se encuentra en un buen estado de conservación.